# 海灣公共交通局
海湾公共交通局（英語：Sound Transit，全称为Central Puget Sound Regional Transit Authority，中文为普吉特灣中部地區運輸署）是服务于美国华盛顿州西雅图大都市区的独立公共交通局。主要提供区域铁路，巴士，和服务于西雅图和塔科马的轻轨服务及扩建工作。海湾公共交通局也负责发行和管理交通用区域性电子收费系统虎鲸卡。在2017年，海湾公共交通局服务了超过4700万乘客，平均每个工作日服务15.7万乘客。
海湾公共交通局由美国华盛顿州斯诺霍米什县、金县和皮尔斯县为了建立联络各县的地铁系统於1993年创立。其最初的区域铁路，巴士，和轻轨建设规划草案与1995年被斯诺霍米什县，金县和皮尔斯县选民投票否决。在吸取了第一次公投失败的教训后，海湾公共交通局向选民们提供了海湾交通规划草案。新的草案针对最初草案选民给出的意见降低了建设成本和减少工期时长。海湾交通规划草案与1996年11月以56.5%票数通过。
之后，海湾公共交通局与1999年开始了其快速巴士服务，也在同一年12月开始运作往来塔科马和西雅图的通勤铁路。海湾交通局与2003年8月开始运作第一条轻轨线--塔科马线。第二条轻轨线（中央线）与2009开始运营，这是海湾交通局目前最大的交通线路。位于西雅图的联合站是自1999年来海湾公共交通局的总部。
海湾公共交通局目前由18名董事会成员管理。其董事会成员来自其服务区域选区当选成员和华盛顿州运输部部长。海湾公共交通局由地方营业税、物业税和道路税筹集运营资金，这些税收是在金县，皮尔斯县和斯诺霍米什县的部分税收区内征收。这三个投票议案分别是海湾交通规划草案(1996)，海湾交通第二规划草案(2008)和海湾交通第三规划草案(2016)。根据海湾交通第三规划草案，新的轻轨线路的规划和建设将持续至2041年。

## 服务
海湾公共交通局目前在西雅图大都市区运作3个公共交通服务系统：服务于西雅图和塔科马的轻轨，往来于莱克伍德及埃弗里特的海湾通勤铁路和海湾快速巴士系统。在2017年，海湾公共交通局服务了超过4700万乘客，平均每个工作日服务15.7万乘客。

### 轻轨

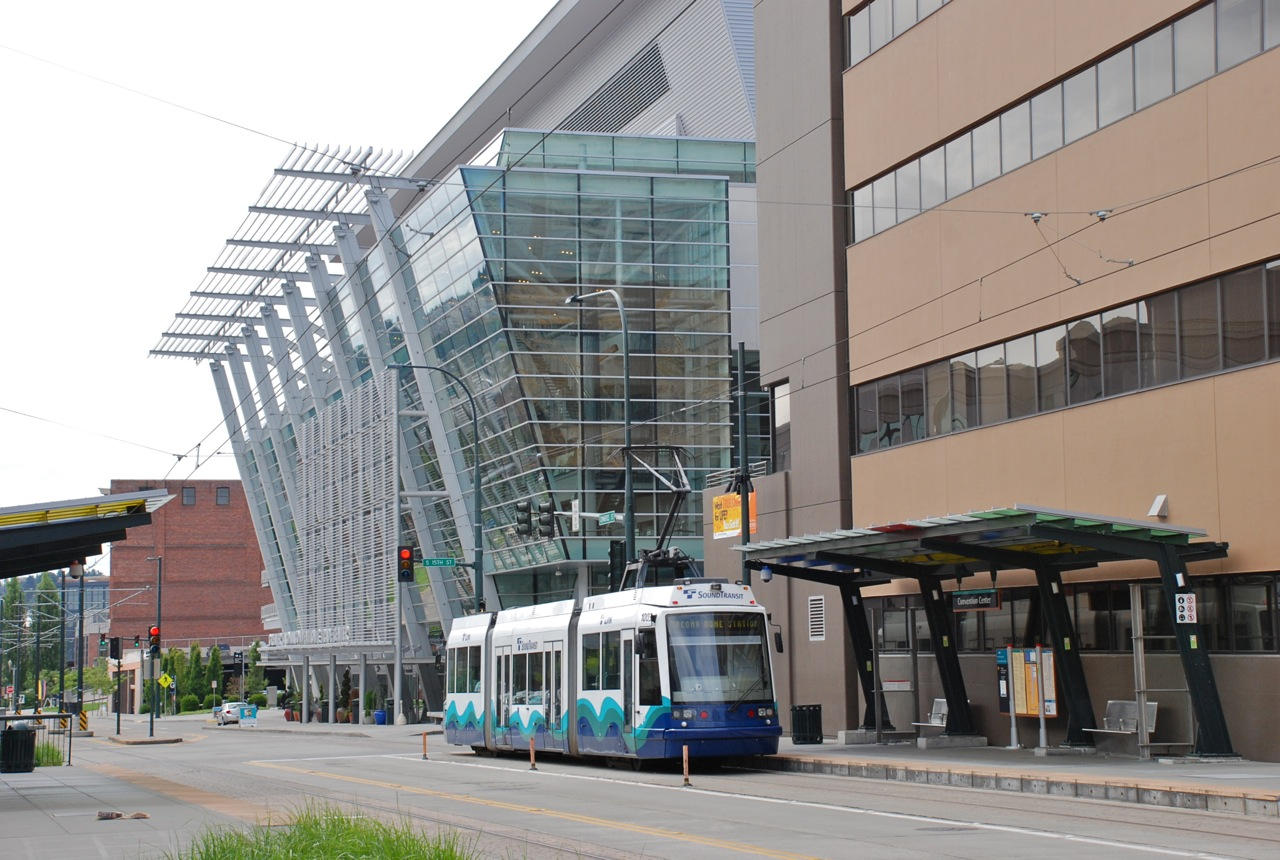
在塔科马会议中心前的塔科马线列车

海湾公共交通局的轻轨系统目前共有两条轻铁线: 往来于西雅图, 塔克维拉，和 西塔科的中央线，以及往来于塔科马拱顶车站和塔科马市中心的塔科马线。轻轨系统共有22个车站和总长为21.95英里（35.33）的铁轨。轻轨系统在2017年共运输了2.3千万的乘客，平均每天运输7.1万乘客。这使得海湾轻轨系统是美国第十个最繁忙的轻轨系统。
中央线由金县公交代为运行和维护，塔科马线由海湾公共交通局运营与维护（这是唯一由海湾公共交通局直接运营和维护的线路）。

### 通勤铁路
海湾公共交通局目前运营两条线路：

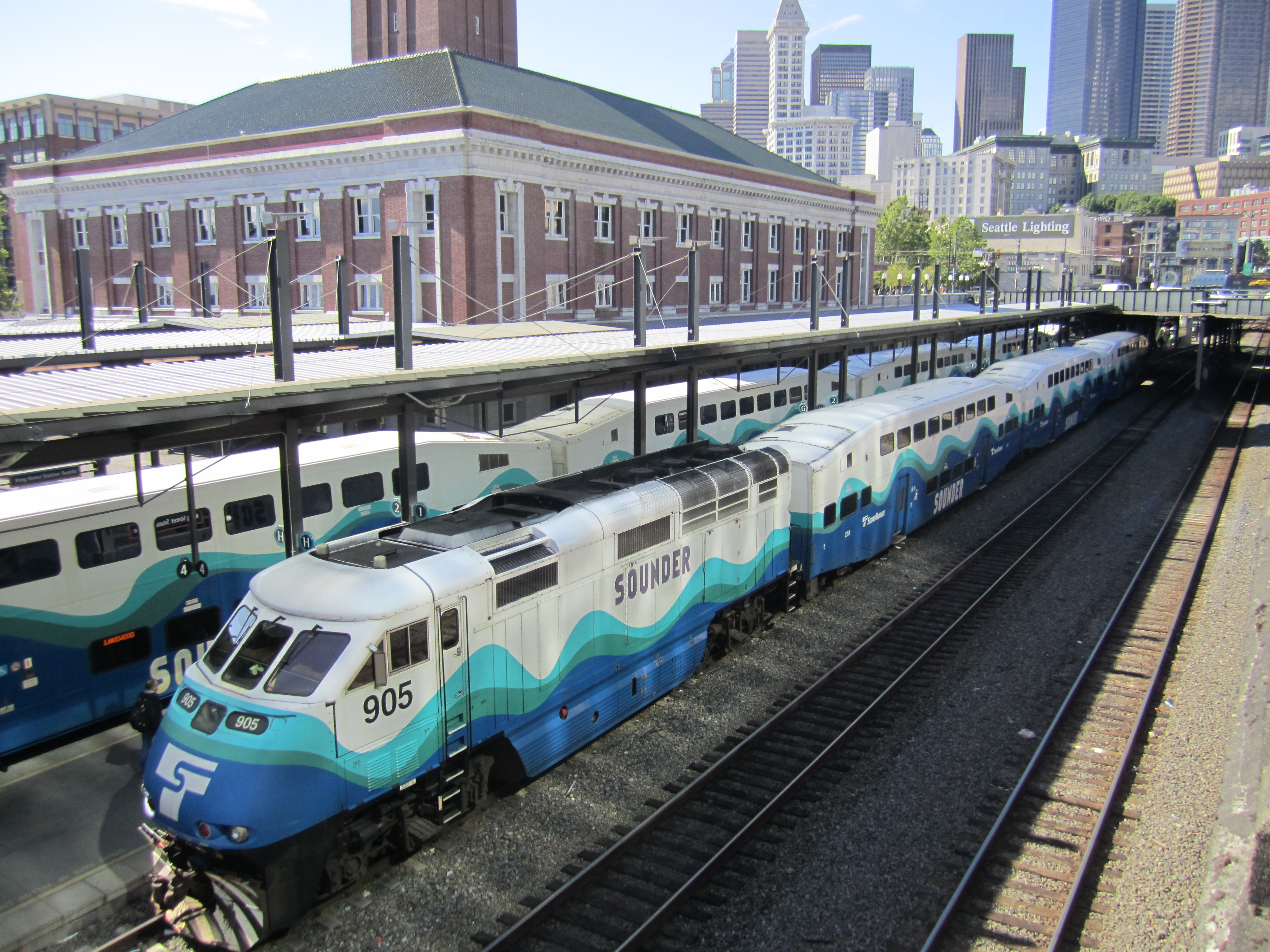
停在景街站的海湾通勤铁路列车

- 往来埃弗里特和西雅图的北线。北线目前一天4趟尖峰方向往返列车。
- 往来西雅图，塔科马和莱克伍德的南线.南线目前一天运行7趟尖峰方向往返列车，1趟闲时列车和2趟方向的往返列车。海湾公共交通局计划在现有轨道完成升级后将车次提高至18班。

通勤铁路目前由BNSF铁路承包运营和由美铁承包维护。

### 快速巴士

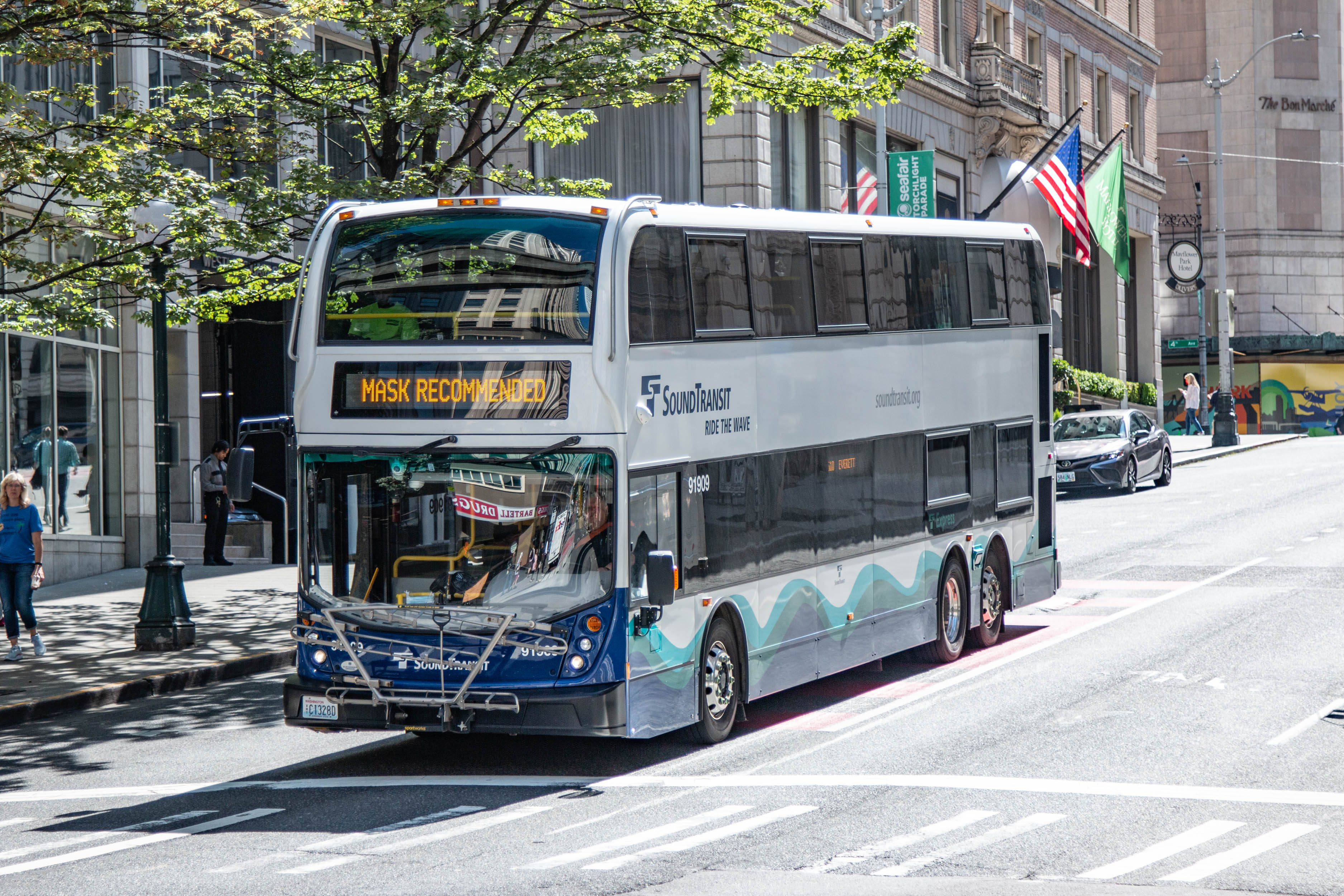
使用亞歷山大丹尼士Enviro 500的海湾快速巴士510路

海湾快速巴士是海湾公共交通局的区域性快速巴士。其运营范围包括西雅圖、雷德蒙德、伊瑟阔、莱克伍德、貝爾維尤、奥本、費德勒爾韋、吉格港、埃弗里特、塔科馬。海湾公共交通局拥有旗下所有巴士，并且由社區公交、金縣公交及皮爾斯縣公交提供巴士服务和维护。

## 资金来源
根据其2017年的预算，海湾公共交通局预计其年收入为16亿美元。其中93.3%来自的斯诺霍米什县、金县和皮尔斯县的地方营业税、物业税和车辆税。剩余的6.7%来自票费，投资和广告收入。
海湾公共交通局一共提交三个为扩张提供资金的投票议案并获得通过。这三个投票议案分别是海湾交通规划草案(1996)，海湾交通第二规划草案(2008)和海湾交通第三规划草案。根据最新的投票议案，海湾公共交通局会持续其轻轨系统的扩建至2041年。资本改善项目将会在2017年花费超过13亿美元。
海湾公共交通局预计其日常运营预计将在2017年减少1.9亿美元。因为当年的税收收入超过了当年的资本改善预算，因此净亏损仅为1.31亿美元。

## 車隊
| 海灣通勤鐵路                 | 海灣通勤鐵路         | 海灣通勤鐵路                                                | 海灣通勤鐵路 | 海灣通勤鐵路          | 海灣通勤鐵路 | 海灣通勤鐵路 | 海灣通勤鐵路 | 海灣通勤鐵路 |
|                              | 製造商               | 型號                                                        | 長度         | 載客數量              | 營運日期     | 退役日期     | 車隊數目     | 車隊編號     |
| ---------------------------- | -------------------- | ----------------------------------------------------------- | ------------ | --------------------- | ------------ | ------------ | ------------ | ------------ |
|                              | 易安迪               | EMD F59PH, 3000匹                                           | 18米         | 不適用                | 1999年       | 營運中       | 11輛         | 901-911      |
| 2000年                       | 易安迪               | EMD F59PH, 3000匹                                           | 18米         | 不適用                | 營運中       |              | 11輛         | 901-911      |
| 2001年                       | 易安迪               | EMD F59PH, 3000匹                                           | 18米         | 不適用                | 營運中       |              | 11輛         | 901-911      |
|                              | 龐巴迪運輸           | 雙層控制客車                                                | 25米         | 136個座位             | 1999年       | 營運中       | 18輛         | 101 - 118    |
| 2000年                       | 龐巴迪運輸           | 雙層控制客車                                                | 25米         | 136個座位             | 營運中       |              | 18輛         | 101 - 118    |
| 2001年                       | 龐巴迪運輸           | 雙層控制客車                                                | 25米         | 136個座位             | 營運中       |              | 18輛         | 101 - 118    |
|                              | 龐巴迪運輸           | 雙層客車                                                    | 26米         | 140個座位             | 1999年       | 營運中       | 40輛         | 201 - 240    |
| 2000年                       | 龐巴迪運輸           | 雙層客車                                                    | 26米         | 140個座位             | 營運中       |              | 40輛         | 201 - 240    |
| 2001年                       | 龐巴迪運輸           | 雙層客車                                                    | 26米         | 140個座位             | 營運中       |              | 40輛         | 201 - 240    |
| 海灣捷運輕鐵                 |                      |                                                             |              |                       |              |              |              |              |
|                              | 製造商               | 引擎                                                        | 長度         | 載客數量（座位/企位） | 營運日期     | 退役日期     | 車隊數目     | 車隊編號     |
|                              | 近畿車輛             | 三井1500V-DC 電動機車                                       | 29米         | 200個（74/126）       | 2007年       | 營運中       | 35輛         | 101-135      |
| 2011年                       | 近畿車輛             | 三井1500V-DC 電動機車                                       | 29米         | 200個（74/126）       | 不適用       | 27輛         | 136-162      |              |
|                              | 斯柯達公司           | 750V-DC 電動機車                                            | 20米         | 56個（30/26）         | 2001年       | 營運中       | 3輛          | 1001-1003    |
| 海灣特快巴士                 |                      |                                                             |              |                       |              |              |              |              |
|                              | 製造商               | 引擎                                                        | 長度         | 載客數量（座位/企位） | 營運日期     | 退役日期     | 車隊數目     | 車隊編號     |
|                              | 紐快爾 DE60LF        | 卡特彼勒 C9 （康明斯ISL 2008年版本/通用電氣混合動力電動車） | 18米         | 57個                  | 2005年       | 營運中       | 22輛         | 9600-9621    |
| 2008年                       | 紐快爾 DE60LF        | 卡特彼勒 C9 （康明斯ISL 2008年版本/通用電氣混合動力電動車） | 18米         | 57個                  | 2輛          | 營運中       | 9622-9623    |              |
| 2009年                       | 紐快爾 DE60LF        | 卡特彼勒 C9 （康明斯ISL 2008年版本/通用電氣混合動力電動車） | 18米         | 57個                  | 不適用,      | 13輛         | 10600-10612  |              |
| 2010年                       | 紐快爾 DE60LF        | 卡特彼勒 C9 （康明斯ISL 2008年版本/通用電氣混合動力電動車） | 18米         | 57個                  | 不適用       | 11輛         |              |              |
|                              | 紐快爾 D60LF         | 底特律柴油機公司 引擎系列 50                                | 19米         | 60個                  | 1999年       | 營運中       | 25輛         | 9500-9524    |
| 底特律柴油機公司 引擎系列 50 | 紐快爾 D60LF         | 2000年                                                      | 19米         | 60個                  | 12輛         | 營運中       | 9525-9536    |              |
| 卡特彼勒 C9 引擎             | 紐快爾 D60LF         | 2004年                                                      | 19米         | 60個                  | 16輛         | 營運中       | 9537-9552    |              |
|                              | 紐快爾 D60LF         | 2010年                                                      | 19米         | 60個                  | 不適用       | 13輛         | 10500-10512  |              |
|                              | 紐快爾 DE40LF        | 紐快爾 ISL                                                  | 12米         | 37個                  | 2003年       | 營運中       | 1輛          | 9200         |
|                              | 紐快爾 C40LF         | 康明斯 ISL C-Gas+ 250/280 HP                                | 12米         | 39個                  | 2001年       | 營運中       | 20輛         | 9400-9419    |
|                              | 吉利格幽靈           | 康明斯 ISM 引擎                                             | 12米         | 45個                  | 1999年       | 營運中       | 122輛        | 9000-9069    |
| 康明斯 ISM 引擎              | 吉利格幽靈           | 2001年                                                      | 12米         | 45個                  | 9070-9089    | 營運中       | 122輛        |              |
| 康明斯 ISM 引擎              | 吉利格幽靈           | 2005年                                                      | 12米         | 45個                  | 9090-9091    | 營運中       | 122輛        |              |
| 康明斯 ISM 引擎              | 吉利格幽靈           | 2008年                                                      | 12米         | 45個                  | 9092-9121    | 營運中       | 122輛        |              |
|                              | 客車工業 D4500       | 低排放底特律柴油機公司 EGR 版 60 NOx 2.5                    | 14米         | 60個                  | 2005年       | 營運中       | 13輛         | 9700-9712    |
| 2007年                       | 客車工業 D4500       | 低排放底特律柴油機公司 EGR 版 60 NOx 2.5                    | 14米         | 60個                  | 7輛          | 營運中       | 9713-9719    |              |
| 2010年                       | 客車工業 D4500       | 低排放底特律柴油機公司 EGR 版 60 NOx 2.5                    | 14米         | 60個                  | 不適用       | 3輛          | 9720-9722    |              |
|                              | 安大略巴士重工 V     | 康明斯 L10 260G                                             | 12米         | 45個                  | 1994年       | 不適用       | 27輛         | 800-827      |
| 1995年                       | 安大略巴士重工 V     | 康明斯 L10 260G                                             | 12米         | 45個                  | 2輛          | 不適用       |              | 800-827      |
| 非营运車輛                   |                      |                                                             |              |                       |              |              |              |              |
|                              | 製造商               | 引擎                                                        | 長度         | 載客數量（座位/企位） | 營運日期     | 退役日期     | 車隊數目     | 車隊編號     |
|                              |                      |                                                             |              |                       |              |              |              |              |
|                              | 福特皇冠維多利亞警車 | 福特                                                        |              | 不適用                |              | 營運中       |              |              |
|                              | 豐田普銳斯           | 豐田                                                        |              | 不適用                |              | 營運中       |              |              |

## 參看
- 西雅圖市中心公交隧道
- 西雅圖海灣輕鐵中央線